# Bernarr Macfadden

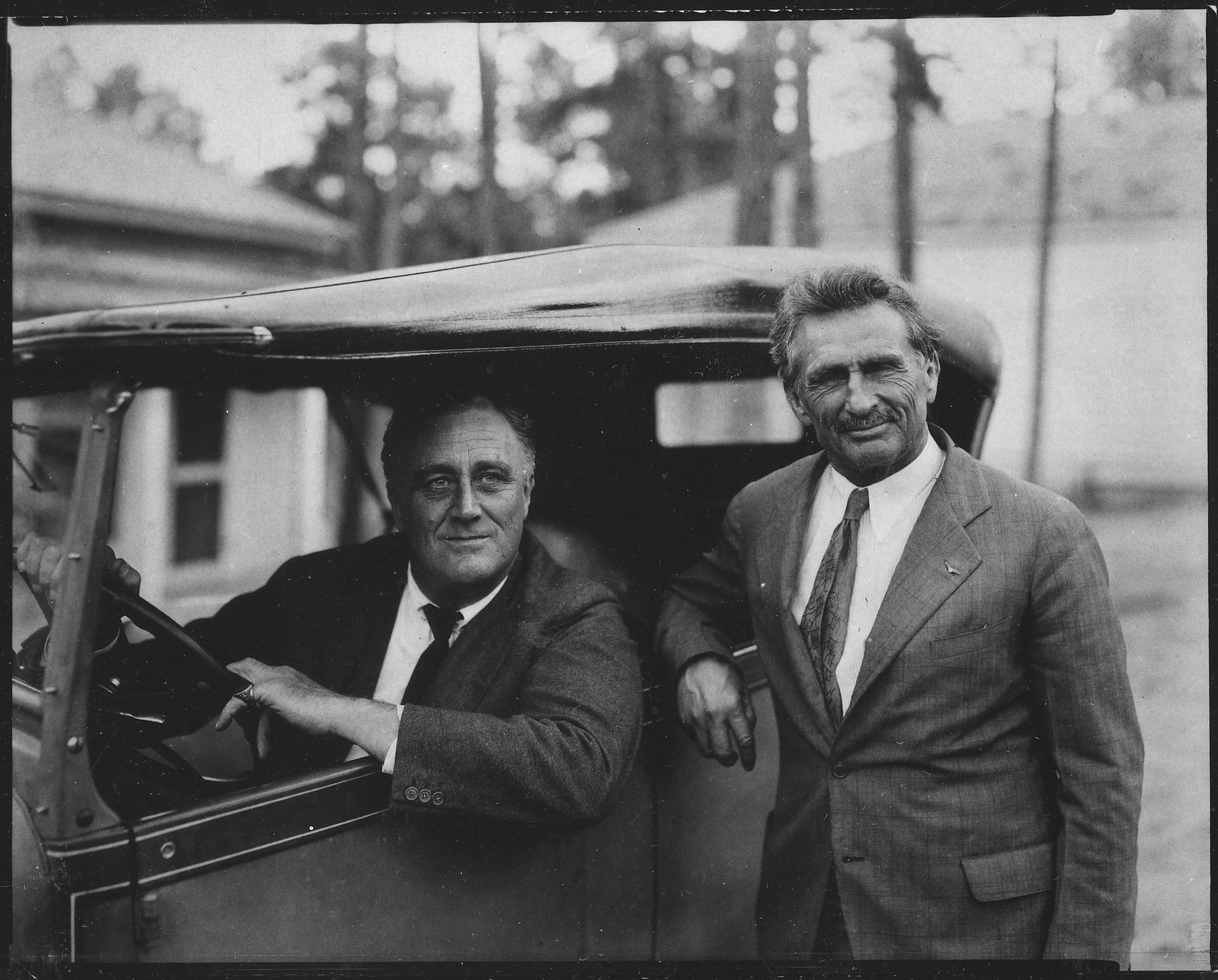
Franklin D. Roosevelt (links) und Bernarr Macfadden 1931 in Warm Springs, Georgia

Bernarr Macfadden, eigentlich Bernard Adolphus McFadden, (* 16. August 1868 in Mill Spring, Missouri; † 12. Oktober 1955 Jersey City, NJ) war einer der bedeutendsten Persönlichkeiten der amerikanischen Körperkulturbewegung.

## Leben
Bernard Adolphus McFadden gab sich den Künstlernamen Bernarr Macfadden, da es so männlicher und kraftvoller klingen würde. Als schwächlicher Junge wurde er mit 11 Jahren als Waisenkind auf eine Farm geschickt, wo er durch harte körperliche Arbeit an frischer Luft groß und stark wurde. Mit 13 zog er nach St. Louis, Missouri, arbeitete im Büro und seine alten körperlichen Probleme kamen zurück. Er begann mit der Hantel zu trainieren, wanderte täglich 10 km und wurde Vegetarier. So kam seine Kraft zurück.

## Karriere
1899 gründete er die Zeitschrift Physical Culture (Körperkultur), deren Chefredakteur er bis 1912 blieb. Sein Leben lang blieb er der Besitzer der von ihm hierbei gegründeten Macfadden Publications, die sich mit Groschenheften an den Geschmack des breiten Publikums wandte, u. a. Liberty, True Detective, True Story, True Romances, Dream World, Ghost Stories. Zusätzlich gab er mit The New York Graphic die damals wichtigste Sportzeitung heraus, die frühzeitig auf Bilder setzte. Daneben blieb er aber auch mit seinen Fitness- und Männlichkeitsbücher wie The Virile Powers of Superb Manhood (1900), MacFadden's Encyclopedia of Physical Culture (4 Bände) (1911–1912), Fasting for Health (1923) und The Milk Diet (1923) in seiner ursprünglichen Fitnessbranche. Vor allem seine Publikationen zu Heilfasten durchbrachen damals bestehende Tabus, da andere auf richtige Ernährung setzten, zumal er behauptete, dass sich der richtige Mann erst durch Fasten von weichlichen männlichen Wesen absetzen könne. Er wandte sich auch gegen Brot als Nahrungsmittel und praktizierte Vorläufer der Rohkost-Diät. Auch seine Vorstellungen zum Sex widersprachen der damaligen Öffentlichen Meinung. Für ihn war Sex eine gesunde körperliche Betätigung und nicht nur eine Notwendigkeit zur Fortpflanzung.
Seine The Physical Culture Training School und  die von ihm gegründeten Healthatorium verschwanden schon bald wieder und wurden erst fünfzig Jahre später von der Wellness-Bewegung wiederentdeckt. 1902 gründete er das erste rein vegetarische Restaurant (1911 waren es bereits 20). Er gründete Privatschulen in großen Städten, um auch bereits Kinder (ab 3 Jahre)  an Körperkultur heranzuführen. Da er Ärzte als Pillendealer (pill-pusher) diffamierte, hatte er mit dem medizinischen Establishment erhebliche Probleme, die ihn für einen Scharlatan hielten. Er starb an einer Harnröhreninfektion, die er nicht medizinisch behandeln lassen wollte.
Er hatte acht Kinder aus vier Ehen. Das von ihm gegründete Medienimperium  Macfadden Communications Group wird bis heute in der Familie geführt.

## Sekundärliteratur
- Ernst, Robert (1991): Weakness is a Crime. The Life of Bernarr MacFadden. Syracuse: Syracuse University Press.
- MacFadden, Mary und Gauvreau, Emile (1953): Dumbbells and Carrot Strips. The Story of Bernarr MacFadden. New York: Henry Holt and Company.
- Roach, Randy (2008): Muscle, Smoke, & Mirrors. Bloomington: Author House.
- Scheller, Jörg (2013): Der Meister des Machsals. Wie der Fitness-Prophet Bernarr MacFadden in der ersten Hälfte des 20. Jahrhunderts den multioptionalen, physiozentrischen Lebensstil der Postmoderne und der Gegenwart prägte, in: Elke Bippus, Jörg Huber und Roberto Nigro (Hgg.): Ästhetik der Existenz. Lebensformen im Widerstreit. Zürich: Voldemeer.